# Castellar Modesto Guimarães
Castellar Modesto Guimarães foi um advogado e político brasileiro do estado de Minas Gerais. Foi deputado estadual em Minas Gerais, pelo PTB, durante o período de 1955 a 1959 (3ª legislatura). Atuou como deputado na suplência do legislativo mineiro na legislatura seguinte (1959-1963).

Castellar Guimarães foi também Procurador de Justiça, Presidente da Associação Mineira do Ministério Público e Corregedor-Geral do Ministério Público.